# روبرت باركلي
روبرت باركلي (بالإنجليزية: Robert Barclay)‏ (و. 1648 – 1690 م) هو عالم عقيدة، وكاتِب، من الولايات المتحدة الأمريكية، توفي عن عمر يناهز 42 عاماً.

## التعليم
تعلم في Scots College, Douai ‏، وجامعة باريس.

## روابط خارجية
- روبرت باركلي على موقع الموسوعة البريطانية (الإنجليزية)